# تنمية صناعية بيئية
التنمية الصناعية البيئية (إي آي دي)، وهي إطار للصناعة أُنشئ بهدف تطويرها بالمزامنة مع تقليل تأثيرها على البيئة. تستخدم دورة الإنتاج ذات الحلقة المغلقة لمواجهة مجموعة واسعة من التحديات البيئية مثل تلوث التربة والمياه، والتصحر، وحفظ الأنواع، وإدارة الطاقة، ومبدأ تكامل المنتجات الثانوية، وكفاءة الموارد، وجودة الهواء، وغيرها.
تصبح الروابط ذات المنفعة المتبادلة بين الصناعة والأنظمة الطبيعية والطاقة والمواد والمجتمعات المحلية عوامل رئيسية في تصميم عمليات الإنتاج الصناعي.
يُعد النهج نفسه طوعيًا إلى حد كبير ومدفوع بقوى السوق، ولكن غالبًا ما يُضغط عليه من خلال مُعاملة حكومية مواتية أو جهود التعاون الإنمائي.

## نبذة تاريخية
تطورت فكرة التنمية الصناعية البيئية من التكافل الحيوي منذ أوائل تسعينيات القرن العشرين. كيّف علماء البيئة الصناعية هذا المفهوم في البحث عن مناهج مبتكرة لحل مشاكل النفايات، ونقص الطاقة، وتدهور البيئة. يجري استخدام نهج مستمر لتحسين النتائج البيئية والاقتصادية.
ربط المجتمع الدولي التعاون الإنمائي بحماية البيئة المُستدامة بشكل رسمي للمرة الأولى في عام 1992. وقعت البرازيل ونحو 180 دولة في قمة ريو (يو إن سي إي دي) في ريو دي جانيرو، على إعلان ريو للمؤتمر. على الرغم من أن إعلان ريو بشأن البيئة والتنمية غير ملزم، فقد وُضع 27 مبدًا لتوجيه الترابط المتزايد بين التعاون الإنمائي والاستدامة، وعلاوة على ذلك، فإن صياغة الوثائق كانت مصحوبة بعرض يصف فكرة التنمية الصناعية البيئية للمرة الأولى.
أصبحت التنمية الصناعية البيئية في السنوات التالية شائعة في جميع أنحاء الولايات المتحدة. ثبتت إدارة كلينتون المنتخبة مؤخرًا قمة لممثلي الشركات والعمال والحكومة وحماية البيئة لمواصلة تطوير هذا النهج. أنشأت هذه القمة فكرة الحدائق الصناعية البيئية ولكنها سرعان ما أدركت أنه في البداية يجب تحقيق إدارة أكثر كفاءة للمواد الخام والطاقة والنفايات.
منذ ذلك الحين، بالكاد تغيرت الأهداف العريضة ومبادئ تطبيق التنمية الصناعية البيئية، ولم تتكيف إلا مع التقدم التقني السريع.
نشرت مؤسسة آي جي إي بّي في عام 2012، من أجل تعزيز التجارة، تقريرًا بعنوان الطريق إلى التنمية الصناعية في الهند- المفاهيم والحالات.
يجري البحث في هذا المجال من قبل مركز الأمة للتنمية الصناعية البيئية، وهو مشروع مشترك بين جامعة جنوب كاليفورنيا وجامعة كورنيل.

## الأهداف والمبادئ
الهدف الأساسي من التنمية الصناعية البيئية هو تحسين كبير ومستمر في كل من الأعمال والأداء البيئي. في هذه الوثيقة، لا تتعلق فكرة الصناعة فقط بتصنيع القطاع الخاص ولكنها تغطي أيضًا الشركات المملوكة للدولة وقطاع الخدمات وكذلك النقل. تنعكس المبادئ التوجيهية المزدوجة للهيئة بشكل خاص في «بيئة» الصناعة البيئية لأنها تشبه البيئة (انخفاض التلوث والنفايات) والاقتصاد (زيادة النجاح التجاري) في نفس الوقت. من أجل بناء إطار لتحديد الأداء المُستدام للمؤسسة على المستوى الجزئي، يُستخدم تحسين استخدام الموارد وتقليل النفايات وتقنيات أنظف وحدود التلوث في تحقيق مجموعة واسعة من الأهداف في التنمية الصناعية البيئية.